# Pavel Doema
Pavel Aleksandrovitsj Doema (Russisch: Павел Александрович Дума), geboren 20 juni 1981 in Karaganda, Kazachstan) is een ijshockeyspeler.

## Loopbaan
Pavel Duma begon zijn loopbaan in 1998 bij de club Neftechimik Nischnekamsk 1998-2000. Bij de jaarlijkse NHL Entry Draft 2000, de talentenjacht van de National Hockey League op 24 en 25 juni 2000 in het Pengrowth Saddledome, Calgary, provincie Alberta, Canada werd hij door de Vancouver Canucks in de vijfde ronde (144) verkozen.
Pavel Duma heeft verder nog gespeeld voor Ak Bars Kazan 2000, Molot-Prikamje Perm 2001-2002, Neftjanik Almetjewsk 2002-2003, Disel Pensa 2003-2005, HK Brest 2005-2006 en HK Sary-Arka Karaganda vanaf 2006.